# Tacotalpa, Tabasco
Tacotalpa är en ort i Mexiko.   Den ligger i kommunen Tacotalpa och delstaten Tabasco, i den sydöstra delen av landet, 700 km öster om huvudstaden Mexico City. Tacotalpa ligger 24 meter över havet och antalet invånare är 7 460.
Terrängen runt Tacotalpa är huvudsakligen platt, men söderut är den kuperad. Terrängen runt Tacotalpa sluttar norrut. Runt Tacotalpa är det ganska tätbefolkat, med 56 invånare per kvadratkilometer. Närmaste större samhälle är Teapa, 14,3 km väster om Tacotalpa. Trakten runt Tacotalpa består till största delen av jordbruksmark.